# Jack Brabham
Sir John Arthur "Jack" Brabham AO OBE (Hurstville, Nova Gal·les del Sud, Austràlia, 2 d'abril de 1926 - Sydney, 18 de maig de 2014) va ser un pilot d'automobilisme australià, que fou campió de Fórmula 1 els anys 1959, 1960 i 1966.
Durant la Segona Guerra Mundial va servir a la Força Aèria Reial Australiana. El 1946 va obrir un petit negoci de reparacions. També participà en carreres d'autos miniatures (midget cars) i a la seva primera temporada guanyà el Campionat NSW i formà una aliança amb Ron Tauranac.
L'any 1955 debutà a la Fórmula 1 amb Maserati. Poc després va entrar a l'equip Cooper i el 1959, Brabham guanyà el Campionat Mundial amb un Cooper amb motor Coventry Climax. El 1960 va tornar a guanyar el campionat amb Cooper.
Brabham va portar el Cooper amb què va guanyar el Campionat Mundial a l'Indianapolis Motor Speedway per una prova després de la temporada de 1960. Va anar a la famosa carrera de les 500 Milles amb una versió modificada de l'auto de Fórmula 1 de 1961. El "divertit" auto petit d'Europa era la burla dels altres equips, però va arribar a anar en tercer lloc i va acabar novè. Amb això, Brabham i el seu director d'equip John Cooper havien demostrat que els dies dels cotxes amb motor davanter estaven contats.
L'any 1961 va fundar la Brabham Racing Organisation amb Ron Tauranac. Brabham no va tenir un començament gaire bo i no va poder guanyar cap carrera amb autos de 1500 cc. La seva primera victoria d'equip va arribar amb Dan Gurney el 1964. El 1966, es crea una nova Fórmula de 3000 cc, on Brabham amb un Repco-Brabham torna a guanyar el Campionat. El 1967, el títol és pel seu company Denny Hulme.
Participa amb l'escuderia Lotus el 1968. Després de patir un accident a la temporada de 1969, Brabham volia retirar-se el 1970 però al no aconseguir pilots de primera, es va retirar després del Gran Premi de Mèxic. Després de retirar-se va marxar completament del món de l'automobilisme, venent-se les seves accions de l'equip a Tauranac i va tornar a Austràlia. L'any 1978 es va convertir en el primer pilot a ser nomenat cavaller (sir) per la reina Elisabet II del Regne Unit.
Els tres fills de Brabham: Geoff, Gary i David, també van ser corredors d'automobilisme.
Fou admès en el Saló de la Fama dels Esports de Motor l'any 1990.

## Palmarès
- Curses : 128
- Campionats del món : 3
- Victòries : 14
- Pòdiums : 31
- Poles : 13
- Voltes ràpides : 12